# Jørgen Hansen (direktør)
Jørgen Hansen (født 6. maj 1951) er en dansk cand.mag., tidligere direktør og turistchef.
Hansen er uddannet cand.mag. og merkonom og har arbejdet med turisme siden 1972. Han var turistchef i Randers fra 1984 til 1987 og markedschef for Danmarks Turistråd i Tyskland, Østrig og Schweiz med base i Hamburg. Fra 1987 til 1993 var han direktør for Turismens Fællesråd og lancerede her Margueritruten, ligesom han var med til at lave en række en nye uddannelser indenfor turisme. Fra 1997 til 2005 var han direktør for Midt-Nord Turisme og fra 2005 til 2009 direktør for VisitAarhus.
Siden 2009 har han drevet sin egen rådgivningsvirksomhed indenfor turisme. Han har desuden udgivet flere bøger om turisme.